# Kalcium-karbid
A kalcium-karbid, CaC2 egy vegyület, az acetilénfejlesztés alapanyaga. A gázfejlesztéshez a kalcium-karbidot vízzel reagáltatják.

## Tulajdonságai
- A technikai kalcium-karbid rideg, szürkésfekete színű, fémes fényű, kristályos anyag. Szennyezésként 12-15% CaO-ot (égetett mész), emellett még kis mennyiségben kalcium-foszfidot (Ca3P2), kalcium-szulfidot (CaS), kalcium-nitridet (Ca3N2) és kalcium-ciánamidot (CaCN2) is tartalmaz. A karbidra jellemző "fokhagymás" szag főleg foszfinra (PH3) vezethető vissza, ami kalcium-foszfidból víz hatására keletkezik. A CaC2-ból víz hatására keletkező acetilén szagtalan.
- Jellegzetes tulajdonsága a nagy fokú higroszkóposság azaz nedvszívó-képesség. Víz hatására a kalcium-karbidból acetilén fejlődik. A kalcium-karbid gázfejlesztő képessége nagymértékben függ a szemcsenagyságtól, általában 250–300 l acetiléngáz fejlődik 1 kg kalcium-karbidból.
- A kalcium-karbid tűz- és robbanásveszélyes anyag, ezért használatával, tárolásával kapcsolatban a vonatkozó MSZ 1603, MSZ 6291 és MSZ 15663 szabványok, és tűzrendészeti előírások betartása kötelező.

## Gyártása

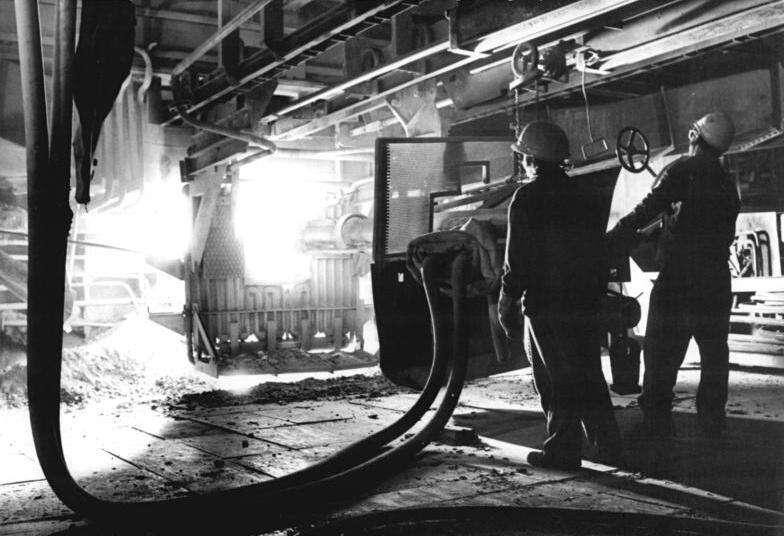
Kalcium-karbid előállítása a Buna vegyi kombinátban (1983)

A kalcium-karbid kalcium-karbonát és szén reakciójából, nagy hőmérsékleten keletkezik.
Iparilag elektromos kemencében, ívfényben, mészkőből és kokszból állítják elő:
{\displaystyle \mathrm {CaCO_{3}+3C\Rightarrow CaC_{2}+CO+CO_{2}} \,\!}
Mészkő + koksz → kalcium-karbid + szén-monoxid + szén-dioxid
E folyamat 2200-2300 °C hőmérsékleten zajlik le. Az egy kohóhoz szükséges teljesítmény 100-160 V feszültség mellett kb. 27 MW. Az ilyen hőmérsékleteknél keletkező CaC2 hígfolyós, majd derítik, szűrik és lehűtés végett vastálakba engedik.

## Felhasználása
Acetilén fejlesztés:
{\displaystyle \mathrm {CaC_{2}+2H_{2}O\Rightarrow Ca(OH)_{2}+C_{2}H_{2}} \,\!}
karbid + víz {\displaystyle \Rightarrow \,\!} kalcium-hidroxid + acetilén

## Veszélyessége
A CaC2 és a H2O reakciós termékeinek veszélyességével és méregtartalmával kapcsolatban a következőket kell tudni:
- A fő tömegben keletkező acetilén (C2H2) nem mérgező, szagtalan, de oxigénnel történő jó elkeveredés esetében rendkívül robbanékony gáz. A CaC2 és H2O zárt tartályban reakcióba lép, robbanás következhet be, ugyanis a tiszta acetilén nagyobb nyomáson önmagától fölrobban („karbidbomba”),

{\displaystyle \mathrm {C_{2}H_{2}\Rightarrow 2C+H_{2}} \,\!}
- A foszfin (PH3) nagyon mérgező és kellemetlen (fokhagymaszerű) szagú gáz. Tekintettel arra, hogy ez a gáz már a legcsekélyebb mennyiségben is jól érezhető, különösebb veszélyt nem jelent. Az acetilén normális égésénél foszfinból foszforsav keletkezik, és így ártalmatlanná válik.
- A kénhidrogén (H2S) ugyancsak kellemetlen (záptojás) szagú és mérgező gáz, de igen kis koncentrációja miatt ártalmatlan. A H2S a kalcium-szulfid (CaS) vízzel történő reakciója útján keletkezik. Ugyanúgy mint a foszfin, égéssel ártalmatlanná válik (H2SO3).
- Az ammónia (NH3) jellemző, szúrós szagú gáz, mely azonban csak nagyobb töménységnél ártalmas és maró hatású. Kis töménysége miatt veszélytelen. Az NH3 a kalcium-nitridből és a ciánamidból képződik.
- Szilárd alkotórész: „oltott mész” (kalcium-hidroxid, Ca(OH)2 viszonylag erős (maró!) lúg. Friss állapotban, nagyobb mennyiségben és hosszabb időn át nem szabad a bőrrel és különösen nem a szemmel érintkeznie. Egyébként az anyag nem mérgező, mészszegény talajon szívesen használják trágyázásra. Régi Ca(OH)2 a levegő szén-dioxidjával történő reakciója miatt még veszélytelenebb, mert belőle CaCO3 (kalcium-karbonát) képződik.

## Környezetvédelem
A karbidlámpa „karbidhamujára” is az vonatkozik, ami a kalcium-hidroxidnál (oltott mész) le lett írva.
- Nagy mennyiségben és frissen kiszórva, maró hatása miatt, a közvetlenül alatta levő barlangtalaj mikrofaunájára káros. Ez a hatás azonban nem különösen hosszan tartó. A karbidhamuban a Ca(OH)2 melletti foszfin, illetve hidrogén-szulfid és ammónia igen kis koncentrációja, és e gázok illékonysága miatt egészen veszélytelen, de ezek miatt lehet érezni a frissen ürített karbidhamut büdösnek.
- A karbidhamunak többé-kevésbé rejtett elhelyezése barlangokban vagy közvetlenül a barlangok mellett esztétikai és elvi okok miatt elítélendő. Az erdő vagy rét talajában történő elásás ellen az általában kis mennyiség miatt nem lehetne tiltakozni, feltéve, ha az nem mindig ugyanazon a helyen és egy barlangbejárat közvetlen közelében történik.
- Amennyiben a barlangban kell kalcium-karbidot váltani, akkor az elhasznált anyagot egy kis műanyagzacskóba kell tölteni és ki kell vinni a barlangból. A jól működő lámpa 8–10 óráig ég egy töltéssel, ezért ez csak nagyon hosszú túráknál (felmérések, éjszakázások nagy barlangrendszerben) vagy rossz lámpáknál indokolt.[3]